# زرین‌آباد (خرامه)
زرین‌آباد یا زین‌آباد روستایی در دهستان دهقانان بخش کربال شهرستان خرامه استان فارس ایران است.

## جمعیت
بر پایه سرشماری عمومی نفوس و مسکن در سال ۱۳۹۵ جمعیت این روستا ۲۳۱ نفر (۶۳خانوار) بوده‌است.